# Hakea gibbosa
Hakea gibbosa är en tvåhjärtbladig växtart som först beskrevs av James Edward Smith, och fick sitt nu gällande namn av Antonio José Cavanilles. Hakea gibbosa ingår i släktet Hakea och familjen Proteaceae. Inga underarter finns listade i Catalogue of Life.